# 제비고깔

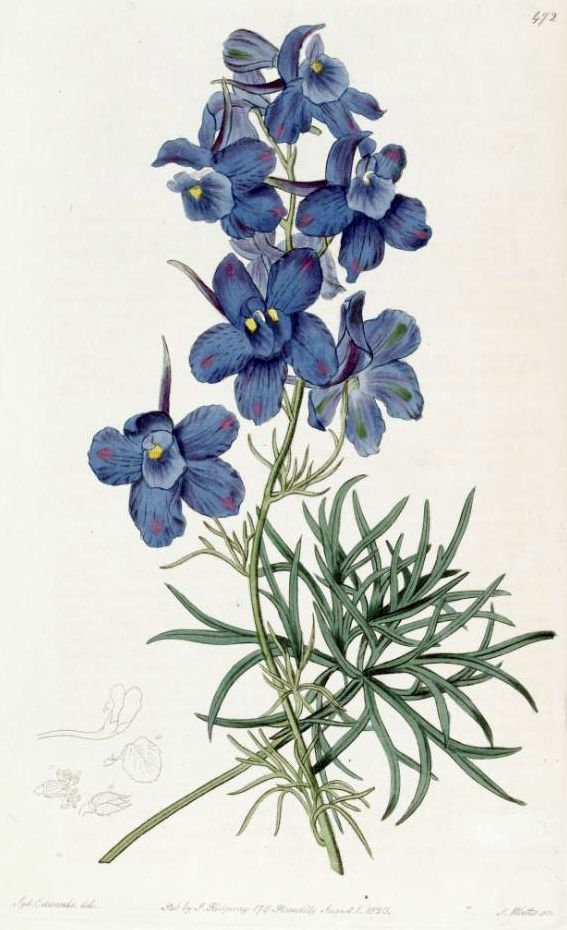

제비고깔(Delphinium grandiflorum)은 한국의 북부지방에서 여러해살이풀이다. 고깔 모양으로 생겼다. 높이는 60㎝ 정도이고 털이 많이 나 있다. 잎은 가늘게 갈라져 각 갈래조각이 선형을 이룬다. 꽃은 7-8월에 파란색으로 피는데, 모두다섯 장인 꽃받침잎은 곁에 털이 있고 위쪽 것에 뒤로 길게 튀어나온 꿀주머니가 있다. 꽃은 보라색이며, 총상꽃차례이고 포와 작은포는 녹색이다.